# 1403
1403 је била проста година.

## Догађаји
- Википедија:Непознат датум — Рат Босне и Дубровника 1403 —1404.

## Рођења

### Фебруар
- 22. фебруар — Шарл VII Победник, француски краљ (†1461)

## Смрти

### Јануар
- 8. март — Бајазит I, османски султан. (*1360)